# Episodi di Mystery! (prima stagione)
La prima stagione della serie televisiva Mystery! è stata trasmessa in anteprima negli Stati Uniti d'America dalla Public Broadcasting Service tra il 5 febbraio 1980 e il 20 maggio 1980.
| nº | Titolo originale                                                   | Titolo italiano | Prima TV USA     | Prima TV Italia |
| -- | ------------------------------------------------------------------ | --------------- | ---------------- | --------------- |
| 1  | She Fell Among Thieves                                             |                 | 5 febbraio 1980  |                 |
| 2  | Rumpole of the Bailey, Series I: Rumpole and the Honourable Member |                 | 12 febbraio 1980 |                 |
| 3  | Rumpole of the Bailey, Series I: Rumpole and the Married Lady      |                 | 19 febbraio 1980 |                 |
| 4  | Rumpole of the Bailey, Series I: Rumpole and the Learned Friends   |                 | 26 febbraio 1980 |                 |
| 5  | Rumpole of the Bailey, Series I: Rumpole and the Heavy Brigade     |                 | 4 marzo 1980     |                 |
| 6  | Rebecca (Part 1)                                                   |                 | 11 marzo 1980    |                 |
| 7  | Rebecca (Part 2)                                                   |                 | 18 marzo 1980    |                 |
| 8  | Rebecca (Part 3)                                                   |                 | 25 marzo 1980    |                 |
| 9  | Rebecca (Part 4)                                                   |                 | 1º aprile 1980   |                 |
| 10 | The Racing Game, Series I: Odds Against                            |                 | 8 aprile 1980    |                 |
| 11 | The Racing Game, Series I: Trackdown                               |                 | 15 aprile 1980   |                 |
| 12 | The Racing Game, Series I: Gambling Lady                           |                 | 22 aprile 1980   |                 |
| 14 | Sergeant Cribb, Series I: Swing, Swing Together                    |                 | 13 maggio 1980   |                 |
| 15 | Sergeant Cribb, Series I: Abracadaver                              |                 | 20 maggio 1980   |                 |